# Voici Timmy
Voici Timmy (Timmy Time) est une série télévisée d'animation britannique en 82 épisodes de 10 minutes créée par Nick Park et diffusée entre le 6 avril 2009 et le 13 juillet 2012 sur CBeebies.
Il s'agit d'une série dérivée de Shaun le mouton, autre série d'animation dans laquelle Timmy est un personnage secondaire.
En France, la série a été diffusée à partir du 24 août 2010 sur TF1 dans l'émission TFou, rediffusé sur Playhouse Disney puis TiJi et France 5 dans Zouzous, et la saison 3 a été diffusée sur Boomerang depuis l'été 2016 dans l'émission Histoire et comptines. Depuis l'été 2020, la saison 1 est rediffusée sur France 4 dans Okoo. Au Québec depuis août 2010 sur Yoopa.

## Synopsis
À 3 ans, Timmy est sur le point d'entrer en maternelle. Il est espiègle, enthousiaste, avide de découvertes et parfois un peu gaffeur. Il découvre la vie quotidienne à l'école maternelle, apprend le partage, le travail en groupe, à être sage, gentil et à avouer ses bêtises. Timmy est entouré d'une bande d'amis à fourrure ou à plumes : Samy, Clément, animaux de la ferme, domestiques ou bien sauvages, qui l'aident dans ses aventures ou lui mettent des bâtons dans les roues. À chaque journée correspond une nouvelle expérience de partage, d'amitié : matchs de football, excursions, peinture ou découpage… Son univers se situe sur une colline, en bas du chemin de la ferme de son cousin Shaun le mouton.

## Personnages
Timmy est un petit agneau noir et blanc survolté qui a tout à apprendre. Espiègle et obstiné, il découvrira à l'école maternelle le partage et la vie en société. Au foot par exemple, même s'il est plutôt doué, il comprendra vite qu'il vaut mieux se faire des passes et s'amuser en équipe, plutôt que d'aller marquer seul.
Mittens est une petite chatte délicate et parfois calculatrice. Elle est très féminine, déteste être sale ou mouillée et le fait remarquer avec fracas si cela lui arrive. Rien ne doit venir entacher sa jolie fourrure est de couleur orange !
Otus est un petit hibou de couleur violet très bien élevé et très sage. Peut être même trop. Il est toujours bien coiffé et très propre sur lui. C'est l'élève modèle.
Yabba est un petit canard de couleur jaune. Il ne quitte jamais ses lunettes de plongée bleue et saute à l'eau à la moindre opportunité. Il est ouvert et plein d'énergie, ce qui en fait un grand copain de Timmy. Il a de grandes ambitions, aime diriger et imposer sa vision des choses.
Stripey est un petit blaireau noir et blanc très gentil et très curieux. Il veut toujours savoir ce que fait tout le monde et veut participer à tout. Quand il n'est pas en train de renifler autour de lui, il fait une petite sieste car chacun sait que les blaireaux sont des animaux nocturnes.
Apricot est un petit hérisson de couleur marron timide et anxieux. Et quand la pression se fait trop forte, elle se roule en boule. Mais le problème quand on est une boule de pics, c'est que l'on attrape tout ce qui traine ! Heureusement, ses amis sont très compréhensifs et la débarrassent de tout ce qu'elle a accroché, lorsqu'elle sort enfin de sa position en boule.
Ruffy est un chiot de couleur marron surexcité. Il saute dans tous les coins avec sa langue pendante. Parfois, alors qu'il poursuit les papillons, il devient vraiment fou-fou et fait alors rire tous ses camarades. C'est le rigolo de la classe.
Kid est un petit chevreau de couleur bleue. Il grignote et mange les choses.
Paxton est un petit porcelet de couleur rose aime s'amuser ! Il est l'ami de tout le monde, jamais de mauvaise humeur, jamais en colère, toujours souriant.
Harriet est un héron de couleur rose et aussi est la maîtresse d'école. Elle travaille à l'école maternelle où vont Timmy et ses amis. Elle est un peu étrange et tête en l'air, mais surtout très gentille avec les enfants.
Osbourne est un hibou de couleur violet et aussi est le maître d'école. Il travaille lui aussi à l'école maternelle. Il est gentil mais bien plus strict que Harriet concernant les règles et les règlements.
Bumpy est une petite chenille de couleur verte. Il est l’animal de compagnie de Timmy.

## Épisodes

### Première saison (2009-2010)
1. Le puzzle de Timmy (Timmy's Jigsaw)
2. Timmy guérit le hoquet (Timmy's Hiccup Cure)
3. Timmy veut gagner (Timmy Wants to Win)
4. Timmy l'artiste (Timmy the Artist)
5. Timmy ne sait pas danser (Timmy Can't Dance)
6. Timmy demande pardon (Timmy Says Sorry)
7. Timmy vole la vedette (Timmy Steals the Show)
8. Timmy et le bérêt de Ruffy (Timmy Wants the Beret)
9. Timmy aime le bleu (Timmy Wants the Blues)
10. Timmy joue au football (Timmy Plays Ball)
11. Le pique-nique de Timmy (Timmy's Picnic)
12. Timmy joue à cache-cache (Timmy Tries to Hide)
13. Timmy fait de la trottinette (Timmy on Wheels)
14. La photo de classe de Timmy (Snapshot Timmy)
15. Timmy fait du bruit (Timmy Goes Bang)
16. Le bateau de Timmy (Timmy Afloat)
17. Timmy gagne une étoile (Timmy Gets the Job Done)
18. Timmy prend son bain (Timmy Needs a Bath)
19. Timmy joue du tambour (Timmy Wants the Drum)
20. Timmy passe son permis (Go Kart Timmy)
21. Le train de Timmy (Timmy the Train)
22. Timmy et les marionnettes (Timmy's Puppet)
23. La cabane de Timmy (Timmy The Builder)
24. Timmy et le doudou d'Apricot (Timmy Brings a Smile)
25. Le masque de Timmy (Timmy's Mask)
26. Timmy fait du jardinage (Timmy's Spring Surprise)

### Deuxième saison (2010-2011)
1. Timmy fait de la magie (Timmy Learns Magic)
2. Timmy est tout collant (Sticky Timmy)
3. Timmy a peur (Timmy Gets Spooked)
4. Timmy fait la sieste (Sweet Dreams Timmy)
5. Timmy vole ! (Timmy Learns to Fly)
6. Timmy le pirate (Timmy Finds Treasure)
7. Le camion de Timmy (Timmy's Truck)
8. Timmy le postier (Timmy the Postman)
9. Timmy et la clochette de Mittens (Timmy Rings the Bell)
10. Le tracteur de Timmy (Timmy's Tractor)
11. Timmy et sa nouvelle amie (Timmy's New Friend)
12. Le gâteau d'anniversaire de Timmy (Timmy's Birthday)
13. L'avion en papier de Timmy (Timmy's Plane)
14. Timmy range les jouets (Tidy Timmy)
15. La raquette de Timmy (Timmy Bounces Back)
16. Timmy fait du recyclage (Timmy's Tins)
17. Timmy le robot (Timmy the Robot)
18. La chasse au trésor de Timmy (Timmy's Treasure Trail)
19. Timmy fait du camping (Timmy Goes Camping)
20. Timmy a un animal de compagnie (Timmy's Pet Problem)
21. Timmy joue à la marchande (Count on Timmy)
22. Timmy et la piscine (Timmy Makes a Splash)
23. Timmy et sa boule de neige (Timmy's Snowball)
24. Le bonhomme de neige de Timmy (Timmy's Snowman)
25. Timmy fait du patinage (Timmy Slips Up)
26. Timmy et le monstre (Timmy's Monster)

### Troisième saison (2011-2012)
1. Timmy fait de la musique (Timmy Makes Music)
2. Timmy et son klaxon (Beep Beep Timmy)
3. Docteur Timmy (Doctor Timmy)
4. Timmy partage son cookie (Timmy's Cookie)
5. Timmy et la marionnette perdue (Timmy's Big Search)
6. Bébé Timmy (Baby Time Timmy)
7. Timmy et les extra-terrestres (Timmy Finds Aliens)
8. Timmy la ballerine (Ballerina Timmy)
9. Le Timmy à ressort (Boing Boing Timmy)
10. Le xylophone de Timmy (Timmy In Tune)
11. Timmy fait le ménage (Timmy Makes It Shine)
12. Timmy et la voiture de pompier (Fireman Timmy)
13. Timmy et le ballon rouge (Timmy and the Balloon)
14. Timmy et Super Lapin (Timmy and the Super Rabbit)
15. L'orchestre de Timmy (Squeaky Timmy)
16. L'œuf de Timmy (Timmy's Egg Heads)
17. Timmy fait un safari (Timmy on Safari)
18. Timmy et les formes (Timmy Shapes Up)
19. Le dragon de Timmy (Timmy and the Dragon)
20. Timmy rebondit (Timmy's Bouncy Friend)
21. Le jumeau de Timmy (Timmy's Twin)
22. Timmy est un héros (Timmy the Hero)
23. Timmy fait du bricolage (Fix it Timmy)
24. Le cerf-volant de Timmy (Timmy and the Kite)
25. Le château de Timmy (Timmy's Castle)
26. Timmy fait un album (Timmy's Scrapbook)
27. Une surprise de Noël pour Timmy (Timmy's Christmas Surprise)
28. Titre français inconnu (Timmy's Seaside Rescue)

## Diffusion au cinéma
En France, l'épisode Une surprise de Noël pour Timmy, réintitulé Joyeux Noël, Timmy !, est diffusé au cinéma en 2023 au sein d'un programme intitulé L'Incroyable Noël de Shaun le mouton et de Timmy réunissant cet épisode et le court métrage Shaun le mouton : L'Échappée de Noël.